# 王子保村
王子保村（おうしおむら）は福井県南条郡にあった村。現在の越前市の南端、北陸本線・王子保駅の周辺にあたる。

## 地理
- 山岳 ： 足谷山
- 河川 ： 日野川

## 歴史
- 1889年（明治22年）4月1日 - 町村制の施行により、春日野村、白崎村、塚原村、四郎丸村、今宿村、下平吹村、中平吹村、国兼村、下温谷村、小松村、中村及び瓜生野村の区域をもって、王子保村が発足する。

- 1927年（昭和2年）2月7日 - 大雪（昭和2年豪雪）のため民家1軒が倒壊。死者3人[1]
- 1954年（昭和29年）7月5日 - 武生市に編入する。

## 人口
『国勢調査概要 昭和10年』によれば、世帯数・人口総数は、610・3022。

## 経済
農業
『大日本篤農家名鑑』によれば王子保村の篤農家は山本、福田、出口、出口、高木、中村、今井、久野、寺尾、掃部などがいた。

## 交通

### 鉄道路線
- ハピラインふくい(2024年3月15日まではJR西日本、当時は日本国有鉄道。)
  - ハピラインふくい線(当時は北陸本線)
    - 王子保駅

### 道路
- 国道8号

現在は旧村域を北陸自動車道が通過するが、当時は未開通。

## 出身人物
- 上郎幸八（貸金業、資産家） - 白崎村の農家出身で横浜で成功[4]。貴族院議員上郎清助の養父。